# Élections législatives de 2024 en Maine-et-Loire
Les élections législatives françaises de 2024 en Maine-et-Loire se déroulent les 30 juin et 7 juillet 2024. Dans le département, sept députés sont à élire dans le cadre de sept circonscriptions, à la suite de la dissolution de l'Assemblée nationale par Emmanuel Macron.
Le choix de cette dissolution est pris après la défaite de la liste Renaissance aux élections européennes qui ont eu lieu le 9 juin 2024.

## Contexte
| Circonscription | RN      | ENS     | PS - PP | LFI    | LR     |
| --------------- | ------- | ------- | ------- | ------ | ------ |
| Circonscription |         |         |         |        |        |
| 1re             | 20,52 % | 19,12 % | 18,99 % | 9,1 %  | 8,72 % |
| 2e              | 21,97 % | 19,1 %  | 17,47 % | 9,03 % | 7,58 % |
| 3e              | 36,72 % | 13,92 % | 11,82 % | 5,26 % | 7,14 % |
| 4e              | 32,29 % | 18,65 % | 12,78 % | 5,28 % | 8,19 % |
| 5e              | 27,13 % | 22,05 % | 14,84 % | 5,90 % | 8,99 % |
| 6e              | 26,5 %  | 20,53 % | 15,08 % | 6,45 % | 8,06 % |
| 7e              | 25,19 % | 19,85 % | 16,95 % | 7,18 % | 7,69 % |

## Système électoral
Les élections législatives ont lieu au scrutin uninominal majoritaire à deux tours dans des circonscriptions uninominales.
Est élu au premier tour le candidat qui réunit la majorité absolue des suffrages exprimés et un nombre de voix au moins égal au quart des électeurs inscrits dans la circonscription, soit 25 %. Si aucun des candidats ne satisfait ces conditions, un second tour est organisé entre les candidats ayant réuni un nombre de voix au moins égal à un huitième des inscrits, soit 12,5 %. Les deux candidats arrivés en tête du 1er tour se maintiennent néanmoins par défaut si un seul ou aucun d'entre eux n'a atteint ce seuil. Au second tour, le candidat arrivé en tête est déclaré élu,.
Le seuil de qualification basé sur un pourcentage du total des inscrits et non des suffrages exprimés rend plus difficile l'accès au second tour lorsque l'abstention est élevée. Le système permet en revanche l'accès au second tour de plus de deux candidats si plusieurs d'entre eux franchissent le seuil de 12,5 % des inscrits. Les candidats en lice au second tour peuvent ainsi être trois, un cas de figure appelé « triangulaire ». Les second tours où s'affrontent quatre candidats, appelés « quadrangulaire » sont également possibles, mais beaucoup plus rares,.

### Partis et nuances
Les résultats des élections sont publiés en France par le ministère de l'Intérieur, qui classe les partis en leur attribuant des nuances politiques. Ces dernières sont décidées par les préfets, qui les attribuent indifféremment de l'étiquette politique déclarée par les candidats, qui peut être celle d'un parti ou une candidature sans étiquette.
Seuls le Parti communiste français (COM), La France insoumise (FI), le Parti socialiste (SOC), le Parti radical de gauche (RDG), Les Écologistes (VEC), Renaissance (RE), le Mouvement démocrate (MDM), Horizons (HOR), l'Union des démocrates et indépendants (UDI), Les Républicains (LR), le Rassemblement national (RN) et Reconquête (REC) se voient attribuer en 2024 des nuances propres. Les coalitions Ensemble et Nouveau front populaire, ainsi que les candidats de l'alliance LR-Ciotti-RN, en bénéficient également indirectement, les nuances Ensemble ! (Majorité présidentielle) (ENS), Union de la gauche (UG) et Union de l'extrême-droite (UXD) étant attribuables aux candidats bénéficiant respectivement du soutien de deux partis du centre, de deux partis de gauche ou de deux partis d'extrême-droite,.
Tous les autres partis se voient attribuer l'une ou l'autre des nuances suivantes : EXG (extrême gauche), DVG (divers gauche), ECO (écologiste), REG (régionaliste), DVC (divers centre), DVD (divers droite), DSV (droite souverainiste) et EXD (extrême droite). Des partis comme Debout la France ou Lutte ouvrière ne disposent ainsi pas de nuances propres, et leurs résultats nationaux ne sont pas publiés séparément par le ministère, car mélangés avec d'autres partis (respectivement dans les nuances DSV et EXG).

## Élus
| Circonscription | Député sortant      | Parti | Parti | Groupe  | Député élu ou réélu | Parti | Parti | Groupe   |
| --------------- | ------------------- | ----- | ----- | ------- | ------------------- | ----- | ----- | -------- |
| 1re             | François Gernigon   |       | HOR   | HOR     | François Gernigon   |       | HOR   | HOR      |
| 2e              | Stella Dupont       |       | EC    | app. RE | Stella Dupont       |       | EC    | app. EPR |
| 3e              | Anne-Laure Blin     |       | LR    | LR      | Anne-Laure Blin     |       | LR    | DR       |
| 4e              | Laëtitia Saint-Paul |       | RE    | RE      | Laëtitia Saint-Paul |       | RE    | HOR      |
| 5e              | Denis Masséglia     |       | RE    | RE      | Denis Masséglia     |       | RE    | EPR      |
| 6e              | Nicole Dubré-Chirat |       | RE    | RE      | Nicole Dubré-Chirat |       | RE    | EPR      |
| 7e              | Philippe Bolo       |       | MoDem | DEM     | Philippe Bolo       |       | MoDem | DEM      |

## Résultats

### Résultats à l'échelle du département

#### Résultats par coalition
| Parti                                       | Parti                                                    | Parti                                                    | Premier tour | Premier tour | Premier tour | Second tour | Second tour   | Second tour | Total Sièges  | +/-           |
| Parti                                       | Parti                                                    | Parti                                                    | Voix         | %            | Sièges       | Voix        | %             | Sièges      | Total Sièges  | +/-           |
| ------------------------------------------- | -------------------------------------------------------- | -------------------------------------------------------- | ------------ | ------------ | ------------ | ----------- | ------------- | ----------- | ------------- | ------------- |
|                                             |                                                          | Renaissance (RE)                                         | 67 675       | 16,75        | 0            | 106 906     | 26,83         | 3           | 3             | en stagnation |
|                                             | En commun (EC)                                           | 21 761                                                   | 5,39         | 0            | 30 214       | 7,58        | 1             | 1           | en stagnation |               |
|                                             | Horizons (HOR)                                           | 21 087                                                   | 5,22         | 0            | 24 719       | 6,20        | 1             | 1           | en stagnation |               |
|                                             | Mouvement démocrate (MoDem)                              | 19 541                                                   | 4,84         | 0            | 24 319       | 6,10        | 1             | 1           | en stagnation |               |
| Total Ensemble pour la République (ENS)     | Total Ensemble pour la République (ENS)                  | 130 064                                                  | 32,19        | 0            | 186 158      | 46,72       | 6             | 6           | en stagnation |               |
|                                             |                                                          | Rassemblement national (RN)                              | 101 522      | 25,12        | 0            | 111 630     | 28,02         | 0           | 0             | en stagnation |
|                                             | Républicains à droite (RAD)                              | 16 066                                                   | 3,98         | 0            | 17 310       | 4,34        | 0             | 0           | Nv            |               |
| Total Rassemblement national et alliés (RN) | Total Rassemblement national et alliés (RN)              | 117 588                                                  | 29,10        | 0            | 128 940      | 32,36       | 0             | 0           | en stagnation |               |
|                                             |                                                          | La France insoumise (LFI)                                | 56 204       | 13,91        | 0            | 18 397      | 4,62          | 0           | 0             | en stagnation |
|                                             | Les Écologistes (LÉ)                                     | 20 475                                                   | 5,07         | 0            | 21 621       | 5,43        | 0             | 0           | Nv            |               |
|                                             | Parti socialiste (PS)                                    | 16 778                                                   | 4,15         | 0            | 16 576       | 4,16        | 0             | 0           | en stagnation |               |
|                                             | Parti communiste français (PCF)                          | 10 629                                                   | 2,63         | 0            | Retrait      | Retrait     | Retrait       | 0           | en stagnation |               |
| Total Nouveau Front populaire (NFP)         | Total Nouveau Front populaire (NFP)                      | 104 086                                                  | 25,76        | 0            | 56 594       | 14,20       | 0             | 0           | en stagnation |               |
|                                             |                                                          | Les Républicains (LR)                                    | 38 451       | 9,52         | 0            | 26 768      | 6,72          | 1           | 1             | en stagnation |
| Total Union de la droite et du centre (UDC) | Total Union de la droite et du centre (UDC)              | 38 451                                                   | 9,52         | 0            | 26 768       | 6,72        | 1             | 1           | en stagnation |               |
|                                             | Lutte ouvrière (LO)                                      | Lutte ouvrière (LO)                                      | 5 697        | 1,41         | 0            |             |               |             | 0             | en stagnation |
|                                             | Debout la France (DLF)                                   | Debout la France (DLF)                                   | 3 584        | 0,89         | 0            | 0           | en stagnation |             |               |               |
|                                             | Dissidents Ensemble pour la République                   | Dissidents Ensemble pour la République                   | 2 719        | 0,67         | 0            | 0           | en stagnation |             |               |               |
|                                             | Reconquête (REC)                                         | Reconquête (REC)                                         | 1 730        | 0,43         | 0            | 0           | en stagnation |             |               |               |
|                                             | Nouveau Parti anticapitaliste - Révolutionnaires (NPA-R) | Nouveau Parti anticapitaliste - Révolutionnaires (NPA-R) | 173          | 0,04         | 0            | 0           | en stagnation |             |               |               |
|                                             |                                                          | Décroissance Élections (DÉ)                              | 3            | 0,00         | 0            | 0           | Nv            |             |               |               |
| Total Paix et décroissance (P&D)            | Total Paix et décroissance (P&D)                         | 3                                                        | 0,00         | 0            | 0            | Nv          |               |             |               |               |
|                                             | Sans étiquette (SE)                                      | Sans étiquette (SE)                                      | 0            | 0,00         | 0            | 0           | Nv            |             |               |               |
|                                             |                                                          |                                                          |              |              |              |             |               |             |               |               |
| Suffrages exprimés                          | Suffrages exprimés                                       | Suffrages exprimés                                       | 404 095      | 97,02        |              | 398 460     | 95,73         |             |               |               |
| Votes blancs                                | Votes blancs                                             | Votes blancs                                             | 8 474        | 2,03         | 13 235       | 3,18        |               |             |               |               |
| Votes nuls                                  | Votes nuls                                               | Votes nuls                                               | 3 957        | 0,95         | 4 529        | 1,09        |               |             |               |               |
| Total                                       | Total                                                    | Total                                                    | 416 526      | 100          | 0            | 416 224     | 100           | 7           | 7             | en stagnation |
| Abstentions                                 | Abstentions                                              | Abstentions                                              | 180 850      | 30,27        |              | 181 293     | 30,34         |             |               |               |
| Inscrits/Participation                      | Inscrits/Participation                                   | Inscrits/Participation                                   | 597 376      | 69,73        | 597 517      | 69,66       |               |             |               |               |

#### Résultats par nuance
| Nuance                 | Nuance                        | Nuance                 | Premier tour | Premier tour | Premier tour | Second tour | Second tour   | Second tour | Total Sièges | +/-           |  |
| Nuance                 | Nuance                        | Nuance                 | Voix         | %            | Sièges       | Voix        | %             | Sièges      | Total Sièges | +/-           |  |
| ---------------------- | ----------------------------- | ---------------------- | ------------ | ------------ | ------------ | ----------- | ------------- | ----------- | ------------ | ------------- |  |
|                        | Ensemble pour la République ! | ENS                    | 130 064      | 32,19        | 0            | 186 158     | 46,72         | 6           | 6            | en stagnation |  |
|                        | Union de la gauche            | UG                     | 104 086      | 25,76        | 0            | 56 594      | 14,20         | 0           | 0            | en stagnation |  |
|                        | Rassemblement national        | RN                     | 101 522      | 25,12        | 0            | 111 630     | 28,02         | 0           | 0            | en stagnation |  |
|                        | Les Républicains              | LR                     | 38 451       | 9,52         | 0            | 26 768      | 6,72          | 1           | 1            | en stagnation |  |
|                        | Union de l'extrême droite     | UXD                    | 16 066       | 3,98         | 0            | 17 310      | 4,34          | 0           | 0            | Nv            |  |
|                        | Extrême gauche                | EXG                    | 5 873        | 1,45         | 0            |             |               |             | 0            | en stagnation |  |
|                        | Droite souverainiste          | DSV                    | 3 584        | 0,89         | 0            | 0           | en stagnation |             |              |               |  |
|                        | Divers centre                 | DVC                    | 2 719        | 0,67         | 0            | 0           | en stagnation |             |              |               |  |
|                        | Reconquête                    | REC                    | 1 730        | 0,43         | 0            | 0           | en stagnation |             |              |               |  |
|                        | Divers droite                 | DVD                    | 0            | 0,00         | 0            | 0           | en stagnation |             |              |               |  |
|                        |                               |                        |              |              |              |             |               |             |              |               |  |
| Suffrages exprimés     | Suffrages exprimés            | Suffrages exprimés     | 404 095      | 97,02        |              | 398 460     | 95,73         |             |              |               |  |
| Votes blancs           | Votes blancs                  | Votes blancs           | 8 474        | 2,03         | 13 235       | 3,18        |               |             |              |               |  |
| Votes nuls             | Votes nuls                    | Votes nuls             | 3 957        | 0,95         | 4 529        | 1,09        |               |             |              |               |  |
| Total                  | Total                         | Total                  | 416 526      | 100          | 0            | 416 224     | 100           | 7           | 7            | en stagnation |  |
| Abstentions            | Abstentions                   | Abstentions            | 180 850      | 30,27        |              | 181 293     | 30,34         |             |              |               |  |
| Inscrits/Participation | Inscrits/Participation        | Inscrits/Participation | 597 376      | 69,73        | 597 517      | 69,66       |               |             |              |               |  |

### Résultats par circonscription

#### Première circonscription
Député sortant : François Gernigon (Horizons) 
| Candidat                 | Candidat                 | Parti et coalition       | Nuance                   | Premier tour | Premier tour | Second tour | Second tour |
| Candidat                 | Candidat                 | Parti et coalition       | Nuance                   | Voix         | %            | Voix        | %           |
| ------------------------ | ------------------------ | ------------------------ | ------------------------ | ------------ | ------------ | ----------- | ----------- |
|                          | François Gernigon        | HOR (ENS)                | ENS                      | 21 087       | 34,83        | 24 719      | 40,54       |
|                          | Elsa Richard             | LÉ (NFP)                 | UG                       | 20 475       | 33,82        | 21 621      | 35,46       |
|                          | Hugo Louvigné            | RN                       | RN                       | 13 995       | 23,12        | 14 629      | 23,99       |
|                          | Séverine Lécuyer         | LR (UDC)                 | LR                       | 3 736        | 6,17         |             |             |
|                          | Marie-Louise Dupas       | LO                       | EXG                      | 642          | 1,06         |             |             |
|                          | Roselyne Prunière        | REC                      | REC                      | 432          | 0,71         |             |             |
|                          | Anthony Gouas            | NPA-R                    | EXG                      | 173          | 0,29         |             |             |
|                          |                          |                          |                          |              |              |             |             |
| Votes valides            | Votes valides            | Votes valides            | Votes valides            | 60 540       | 97,53        | 60 969      | 97,90       |
| Votes blancs             | Votes blancs             | Votes blancs             | Votes blancs             | 1 016        | 1,64         | 976         | 1,57        |
| Votes nuls               | Votes nuls               | Votes nuls               | Votes nuls               | 518          | 0,83         | 330         | 0,53        |
| Total                    | Total                    | Total                    | Total                    | 62 074       | 100          | 62 275      | 100         |
| Abstention               | Abstention               | Abstention               | Abstention               | 26 601       | 30,00        | 26 424      | 29,79       |
| Inscrits / participation | Inscrits / participation | Inscrits / participation | Inscrits / participation | 88 675       | 70,00        | 88 699      | 70,21       |

La première circonscription couvre le centre-nord du département, dont la majeure partie de la ville d'Angers, notamment son centre jusqu'au Maine et le nord-est de la ville, y compris le quartier Monplaisir. Ancienne circonscription de Roselyne Bachelot, elle est particulièrement ancrée à droite. En 2022, le député Horizons François Gernigon est élu avec 55 % des voix face à la gauche. Deux ans plus tard, le Rassemblement national progresse fortement et accède au second tour. Le député sortant est finalement réélu lors de cette triangulaire. Parmi les trois principales villes de la circonscription, le député sortant est en tête à Tiercé avec 43 % des voix, tandis que la gauche est légèrement en tête à Angers avec 43 % contre 40 % pour Gernigon. L'extrême droite est en tête aux Hauts-d'Anjou avec 43 % également.

#### Deuxième circonscription
Députée sortante : Stella Dupont (En Commun)
| Candidat                 | Candidat                 | Parti et coalition       | Nuance                   | Premier tour | Premier tour | Second tour | Second tour |
| Candidat                 | Candidat                 | Parti et coalition       | Nuance                   | Voix         | %            | Voix        | %           |
| ------------------------ | ------------------------ | ------------------------ | ------------------------ | ------------ | ------------ | ----------- | ----------- |
|                          | Stella Dupont            | EC (ENS)                 | ENS                      | 21 761       | 33,10        | 30 214      | 45,89       |
|                          | Léo Métayer              | LFI (NFP)                | UG                       | 18 621       | 28,32        | 18 315      | 27,81       |
|                          | Thomas Brisseau          | RN                       | RN                       | 15 945       | 24,25        | 17 317      | 26,30       |
|                          | Benoît Triot             | LR (UDC)                 | LR                       | 5 864        | 8,92         |             |             |
|                          | Bertrand Salquain        | HOR diss.                | DVC                      | 2 719        | 4,14         |             |             |
|                          | Philippe Lebrun          | LO                       | EXG                      | 834          | 1,27         |             |             |
|                          |                          |                          |                          |              |              |             |             |
| Votes valides            | Votes valides            | Votes valides            | Votes valides            | 65 744       | 97,24        | 65 846      | 97,01       |
| Votes blancs             | Votes blancs             | Votes blancs             | Votes blancs             | 1 325        | 1,96         | 1 540       | 2,27        |
| Votes nuls               | Votes nuls               | Votes nuls               | Votes nuls               | 544          | 0,80         | 490         | 0,72        |
| Total                    | Total                    | Total                    | Total                    | 67 613       | 100          | 67 876      | 100         |
| Abstention               | Abstention               | Abstention               | Abstention               | 27 970       | 29,26        | 27 727      | 29,00       |
| Inscrits / participation | Inscrits / participation | Inscrits / participation | Inscrits / participation | 95 583       | 70,74        | 95 603      | 71,00       |

La deuxième circonscription couvre le centre du département, dont le sud d'Angers. Elle est détenue par Stella Dupont depuis 2017 en soutien à Emmanuel Macron, mais fait face à une candidature dissidente dans son camp pour cette élection. En 2022, elle avait été réélue avec 57 % des voix face à la gauche. En deux ans, le Rassemblement national double son score et accède au second tour. La députée sortante est nettement réélue tandis que la gauche et l'extrême droite sont au coude-à-coude. À Angers-Sud, elle obtient 42 % des voix contre 37 % pour la gauche. À Trélazé, la gauche est en tête avec 39 %, tandis que Stella Dupont obtient 51 % à Chemillé-en-Anjou et 46 % aux Ponts-de-Cé.

#### Troisième circonscription
Députée sortante : Anne-Laure Blin (Les Républicains).
| Candidat                 | Candidat                 | Parti et coalition       | Nuance                   | Premier tour | Premier tour | Second tour | Second tour |
| Candidat                 | Candidat                 | Parti et coalition       | Nuance                   | Voix         | %            | Voix        | %           |
| ------------------------ | ------------------------ | ------------------------ | ------------------------ | ------------ | ------------ | ----------- | ----------- |
|                          | Édouard Bourgeault       | RN                       | RN                       | 18 344       | 37,84        | 20 052      | 42,83       |
|                          | Anne-Laure Blin          | LR (UDC)                 | LR                       | 11 572       | 23,87        | 26 768      | 57,17       |
|                          | Patrick Alexandre        | LFI (NFP)                | UG                       | 9 656        | 19,92        | Retrait     | Retrait     |
|                          | Simon Holley             | RE (ENS)                 | ENS                      | 8 168        | 16,85        |             |             |
|                          | Patricia Peillon         | LO                       | EXG                      | 741          | 1,53         |             |             |
|                          |                          |                          |                          |              |              |             |             |
| Votes valides            | Votes valides            | Votes valides            | Votes valides            | 48 481       | 97,22        | 46 820      | 94,28       |
| Votes blancs             | Votes blancs             | Votes blancs             | Votes blancs             | 918          | 1,84         | 2 139       | 4,31        |
| Votes nuls               | Votes nuls               | Votes nuls               | Votes nuls               | 470          | 0,94         | 702         | 1,41        |
| Total                    | Total                    | Total                    | Total                    | 49 869       | 100          | 49 661      | 100         |
| Abstention               | Abstention               | Abstention               | Abstention               | 22 879       | 31,45        | 23 111      | 31,76       |
| Inscrits / participation | Inscrits / participation | Inscrits / participation | Inscrits / participation | 72 748       | 68,55        | 72 772      | 68,24       |

#### Quatrième circonscription
Députée sortante : Laëtitia Saint-Paul (Renaissance).
| Candidat                 | Candidat                 | Parti et coalition       | Nuance                   | Premier tour | Premier tour | Second tour | Second tour |
| Candidat                 | Candidat                 | Parti et coalition       | Nuance                   | Voix         | %            | Voix        | %           |
| ------------------------ | ------------------------ | ------------------------ | ------------------------ | ------------ | ------------ | ----------- | ----------- |
|                          | Aurore Lahondès          | RN                       | RN                       | 18 014       | 34,90        | 20 289      | 39,97       |
|                          | Laëtitia Saint-Paul      | RE (ENS)                 | ENS                      | 18 001       | 34,87        | 30 476      | 60,03       |
|                          | Charlyne Bouvet,         | PCF (NFP)                | UG                       | 10 629       | 20,59        | Retrait     | Retrait     |
|                          | Frédéric Mortier         | LR (UDC)                 | LR                       | 3 455        | 6,69         |             |             |
|                          | Delphine Hamon           | DLF                      | DSV                      | 769          | 1,49         |             |             |
|                          | Sylvie Geret             | LO                       | EXG                      | 750          | 1,45         |             |             |
|                          | Nicolas Vitasse          | DÉ (P&D)                 | EXG                      | 3            | 0,01         |             |             |
|                          |                          |                          |                          |              |              |             |             |
| Votes valides            | Votes valides            | Votes valides            | Votes valides            | 51 621       | 96,86        | 50 765      | 95,15       |
| Votes blancs             | Votes blancs             | Votes blancs             | Votes blancs             | 1 085        | 2,04         | 1 949       | 3,65        |
| Votes nuls               | Votes nuls               | Votes nuls               | Votes nuls               | 586          | 1,10         | 637         | 1,19        |
| Total                    | Total                    | Total                    | Total                    | 53 292       | 100          | 53 351      | 100         |
| Abstention               | Abstention               | Abstention               | Abstention               | 22 834       | 30,00        | 22 791      | 29,93       |
| Inscrits / participation | Inscrits / participation | Inscrits / participation | Inscrits / participation | 76 126       | 70,00        | 76 142      | 70,07       |

#### Cinquième circonscription
Député sortant : Denis Masséglia (Renaissance).
| Candidat                 | Candidat                 | Parti et coalition       | Nuance                   | Premier tour | Premier tour | Second tour | Second tour |
| Candidat                 | Candidat                 | Parti et coalition       | Nuance                   | Voix         | %            | Voix        | %           |
| ------------------------ | ------------------------ | ------------------------ | ------------------------ | ------------ | ------------ | ----------- | ----------- |
|                          | Denis Masséglia          | RE (ENS)                 | ENS                      | 17 730       | 33,70        | 33 204      | 65,63       |
|                          | Gilles Bourdouleix,      | RAD (RN)                 | UXD                      | 16 066       | 30,54        | 17 310      | 34,21       |
|                          | France Moreau            | LFI (NFP)                | UG                       | 11 220       | 21,33        | 82          | 0,16        |
|                          | Jacquelin Ligot          | app. LR (UDC)            | LR                       | 5 362        | 10,19        |             |             |
|                          | Frédéric Guyard          | DLF                      | DSV                      | 822          | 1,56         |             |             |
|                          | Didier Testu             | LO                       | EXG                      | 821          | 1,56         |             |             |
|                          | Véronique Estang         | REC                      | REC                      | 583          | 1,11         |             |             |
|                          |                          |                          |                          |              |              |             |             |
| Votes valides            | Votes valides            | Votes valides            | Votes valides            | 52 604       | 96,81        | 50 596      | 94,24       |
| Votes blancs             | Votes blancs             | Votes blancs             | Votes blancs             | 1 207        | 2,22         | 2 298       | 4,28        |
| Votes nuls               | Votes nuls               | Votes nuls               | Votes nuls               | 529          | 0,97         | 795         | 1,48        |
| Total                    | Total                    | Total                    | Total                    | 54 340       | 100          | 53 689      | 100         |
| Abstention               | Abstention               | Abstention               | Abstention               | 25 757       | 32,16        | 26 436      | 32,99       |
| Inscrits / participation | Inscrits / participation | Inscrits / participation | Inscrits / participation | 80 097       | 67,84        | 80 125      | 67,01       |

#### Sixième circonscription
Députée sortante : Nicole Dubré-Chirat (Renaissance).
| Candidat                 | Candidat                 | Parti et coalition       | Nuance                   | Premier tour | Premier tour | Second tour | Second tour |
| Candidat                 | Candidat                 | Parti et coalition       | Nuance                   | Voix         | %            | Voix        | %           |
| ------------------------ | ------------------------ | ------------------------ | ------------------------ | ------------ | ------------ | ----------- | ----------- |
|                          | Nicole Dubré-Chirat      | RE (ENS)                 | ENS                      | 23 776       | 35,28        | 43 226      | 66,32       |
|                          | Tim Pavageau             | RN                       | RN                       | 19 422       | 28,82        | 21 954      | 33,68       |
|                          | Sylvie Gabin,            | LFI (NFP)                | UG                       | 16 707       | 24,79        | Retrait     | Retrait     |
|                          | Anaëlle Chaussivert      | LR (UDC)                 | LR                       | 5 142        | 7,63         |             |             |
|                          | Éric Mercier             | DLF                      | DSV                      | 1 243        | 1,84         |             |             |
|                          | Yann Le Diagon           | LO                       | EXG                      | 1 099        | 1,63         |             |             |
|                          |                          |                          |                          |              |              |             |             |
| Votes valides            | Votes valides            | Votes valides            | Votes valides            | 67 389       | 96,58        | 65 180      | 93,76       |
| Votes blancs             | Votes blancs             | Votes blancs             | Votes blancs             | 1 618        | 2,32         | 3 175       | 4,57        |
| Votes nuls               | Votes nuls               | Votes nuls               | Votes nuls               | 766          | 1,10         | 1 164       | 1,67        |
| Total                    | Total                    | Total                    | Total                    | 69 773       | 100          | 69 519      | 100         |
| Abstention               | Abstention               | Abstention               | Abstention               | 29 883       | 29,99        | 30 160      | 30,26       |
| Inscrits / participation | Inscrits / participation | Inscrits / participation | Inscrits / participation | 99 656       | 70,01        | 99 679      | 69,74       |

#### Septième circonscription
Député sortant : Philippe Bolo (Mouvement démocrate).
| Candidat                 | Candidat                   | Parti et coalition       | Nuance                   | Premier tour | Premier tour | Second tour | Second tour |
| Candidat                 | Candidat                   | Parti et coalition       | Nuance                   | Voix         | %            | Voix        | %           |
| ------------------------ | -------------------------- | ------------------------ | ------------------------ | ------------ | ------------ | ----------- | ----------- |
|                          | Philippe Bolo              | MoDem (ENS)              | ENS                      | 19 541       | 33,86        | 24 319      | 41,73       |
|                          | Guillaume Jouanneau        | PS (NFP)                 | UG                       | 16 778       | 29,07        | 16 576      | 28,44       |
|                          | Clémence Lascaud           | RN                       | RN                       | 15 802       | 27,38        | 17 389      | 29,83       |
|                          | Sandrine Boullais Challier | LR (UDC)                 | LR                       | 3 320        | 5,75         |             |             |
|                          | Céline L'Huillier          | LO                       | EXG                      | 810          | 1,40         |             |             |
|                          | Régis Crespin              | DLF                      | DSV                      | 750          | 1,30         |             |             |
|                          | Valérie Gorioux            | REC                      | REC                      | 715          | 1,24         |             |             |
|                          | Raphaël de La Salmonière   | SE                       | DVD                      | 0            | 0,00         |             |             |
|                          |                            |                          |                          |              |              |             |             |
| Votes valides            | Votes valides              | Votes valides            | Votes valides            | 57 716       | 96,90        | 58 284      | 97,38       |
| Votes blancs             | Votes blancs               | Votes blancs             | Votes blancs             | 1 305        | 2,19         | 1 158       | 1,93        |
| Votes nuls               | Votes nuls                 | Votes nuls               | Votes nuls               | 544          | 0,91         | 411         | 0,69        |
| Total                    | Total                      | Total                    | Total                    | 59 565       | 100          | 59 853      | 100         |
| Abstention               | Abstention                 | Abstention               | Abstention               | 24 926       | 29,50        | 24 644      | 29,17       |
| Inscrits / participation | Inscrits / participation   | Inscrits / participation | Inscrits / participation | 84 491       | 70,50        | 84 497      | 70,83       |